# Augastadholmen
Augastadholmen, est une île dans le landskap Sunnhordland du comté de Vestland. Elle appartient administrativement à Kvam.

## Géographie
Rocheuse et couverte d'arbres, à fleur d'eau, elle s'étend sur environ 129 m de longueur pour une largeur approximative de 107 m.